# (32613) Tseyuenman
2001 QU265 (asteroide 32613) é um asteroide da cintura principal. Possui uma excentricidade de 0.16299470 e uma inclinação de 1.87202º.
Este asteroide foi descoberto no dia 27 de agosto de 2001 por William Kwong Yu Yeung em Desert Eagle.